# اردشیر فرح
اردشیر فرح آهنگساز و گیتاریست سرشناس ایرانی است.

## سالهای نخست
اردشیر نواختن گیتار را از ۱۲ سالگی در ایران شروع کرد. ابتدا در زمینه موسیقی راک کار می‌کرد. بعد برای آشنایی بیشتر با موسیقی راک به مرکز این سبک موسیقی یعنی انگلستان رفت. در یک مصاحبه به گفته خودش، چون تمام خانواده‌اش در رشته راه و ساختمان تحصیل کرده بودند، او هم در آنجا به تحصیل در این رشته پرداخت. در حین تحصیل با گروه‌های راک انگلیسی هم کار می‌کرد. بعد از ۵ سال زندگی در انگلستان، به آمریکا رفت، او تحصیلات خود را ابتدا در بوستون و سپس در کالیفرنیا ادامه داد تا اینکه دانشگاه تمام و دوران زندگی حرفه‌ای اردشیر، نه در رابطه با ساختمان بلکه در زمینه موسیقی آغاز شد.

## فعالیت‌های هنری
در سال ۱۹۷۹ با خورخه استرانز کاستاریکایی آشنا شد. این آشنایی به شکل‌گیری گروه استرانز و فرح (اسم فاميل دو نوازنده) انجاميد. حاصل کار آنها تاکنون ٢١ آلبوم و اجرای حدود ٣٠٠٠ کنسرت در آمریکاى شمالى و مركزى و جنوبى و  نیز اروپا، در برنامه‌ها و جشنواره‌های گوناگون، همراه با نوازندگان و خواننگان معروف جاز، راک و پاپ آمريكايى و ساير كشورهاى دنيا است. اين گروه در سال ۱۹۹۱ به اوج خود رسید. آلبوم پنجمشان، Primal Magic
١٤ هفته در چارت مجله بيلبورد شماره یک بود و تقریباً یک سال در صدر جدول بودند. به اين خاطر بهترین گروه سال World Music در مجله مجله بيلبورد آمریکا شناخته شدند. ششمین آلبوم آن‌ها در سال ۱۹۹۳ به نام Americas همراه با گروه هايى مثل جيپسى كينگز و سرجيو مندز نامزد دریافت جایزه گرمی شد.